# Му-ван
Му-ван (кит. 穆王, имя при рождении: 姬滿, Цзи Мань) — 5-й китайский император из династии Чжоу. По традиционной версии он правил в 1001—947 гг. до н. э., а согласно исследованиям в рамках проекта Ся-Шан-Чжоу — в 976—922 гг. до н. э. Сын императора Чжао-вана.

## Внешняя политика
Продолжая политику своих предшественников, Му-ван вёл активные военные действия на северных и на южных рубежах империи. На южном направлении Му-ван продолжал воевать с племенами хуай-и. Так же, согласно «Бамбуковым книгам» (Чжушу цзинянь), Му-ван в союзе с княжеством Чу воевал на юге с княжеством Сюй.

## Мифология
Согласно распространённой легенде, Му-вану приснился сон о том, что он обрёл бессмертие. При этом он посетил небеса небожителей, где вкусил груши, дающие бессмертие. Туда его довёз возничий Цзаофу (造父). Роман четвёртого века до н. э. Му Тяньцзы чуань (история о посещении небес Му-ваном)(穆天子傳), описывает визит Му-вана к царице Запада Сиванму.